# Kirchenschweizer

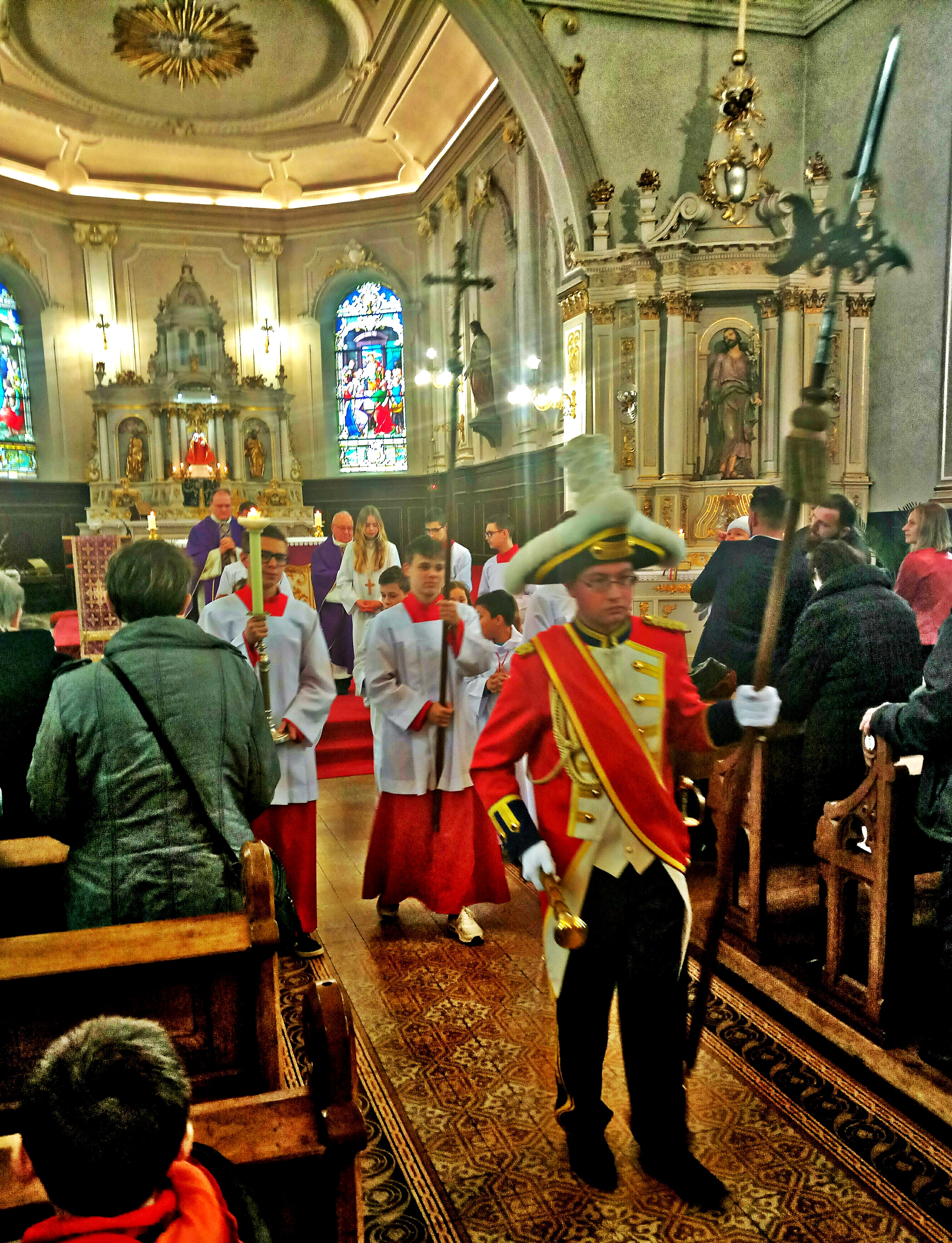
Laning, Lothringen, Kirchenschweizer mit Hellebarde beim Sonntagsgottesdienst

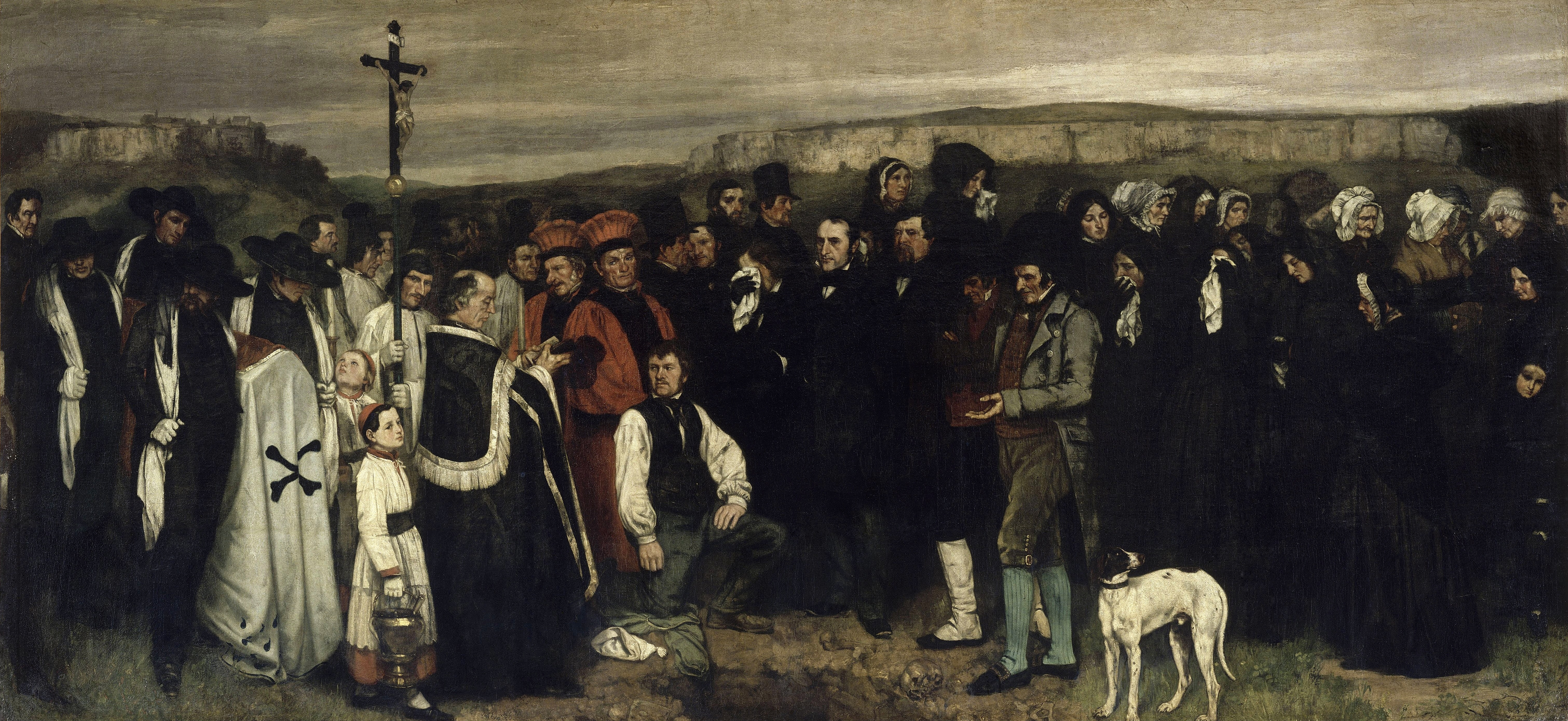
Gustave Courbet: Ein Begräbnis in Ornans (in der Mitte zwei Kirchenschweizer in roter Kleidung)

Der Kirchenschweizer ist ein Türhüter und Aufseher in katholischen Kirchen. Aufgabe der Kirchenschweizer ist es, bei der Liturgie und im Kirchengebäude für Ordnung und Ruhe zu sorgen. Beim Gottesdienst sorgt er bei besonderen Anlässen mit seiner festlichen Gewandung (meist eine rote Robe mit Barett und ein langer schwarzer Stab mit einer runden Schnitzerei an der Spitze) für Ordnung, hilft bei der Platzsuche und kümmert sich darum, dass der liturgische Ein- und Auszug sowie der Empfang der Heiligen Kommunion würdevoll und geordnet verlaufen. In der Regel ist der Kirchenschweizer Angestellter einer Kirchengemeinde, Pfarrei oder der Diözese.

## Bezeichnung
Die Bezeichnung soll von Schweizern abgeleitet sein, die ihr Land verließen und in Schweizer Truppen in fremden Diensten, vornehmlich in Garden, ihr Einkommen verdienten. So wurde ein Türhüter oder Hausmeister eines reichen Privathauses im 17. und 18. Jahrhundert auf französisch Suisse ‚Schweizer‘ genannt. In der Schweiz selbst wird für dieses Amt die Bezeichnung Kirchenweibel verwendet (vgl. Weibel (Amtsdiener)). Am bekanntesten ist heute die päpstliche Schweizergarde im Vatikan.

## Geschichte
Bereits im Mittelalter gab es so genannte Domstäbler, die für Ruhe während des Gottesdienstes sorgten und während der Messe in den Seitenschiffen auf- und abgingen. In Mainz wurde während der französischen Besatzungszeit zu Beginn des 19. Jahrhunderts eine Police du culte, eine Art Gottesdienstpolizei, eingesetzt, deren Uniformen denen französischer Offiziere ähnelten. Auch in Bayern (zum Beispiel Basilika Vierzehnheiligen, Prien am Chiemsee, Basilika Gößweinstein) trägt der Kirchenschweizer eine Uniform mit Zweispitz, Schärpe und Stulpen.
An großen Bischofskirchen ist der Dienst des Domschweizers üblich, so in Köln, Speyer, Mainz, Trier, Limburg/Lahn, Bamberg, Aachen und Freiburg/Breisgau sowie in Salzburg. Auch an anderen großen Kirchen, etwa Wallfahrtskirchen wie Mariä Heimsuchung Saarburg-Beurig oder St. Lutwinus Mettlach, geht bei feierlichen Gottesdiensten oft ein Schweizer vor der Prozession zum Ein- und Auszug. Im Kölner Dom sind seit dem Frühjahr 2019 auch Domschweizerinnen angestellt. Zuvor war dieses Amt eine Männerdomäne. Auch im Aachener Dom sind seit Oktober 2023 Domschweizerinnen tätig.
An vielen Orten sind Schweizer nur bei den großen Gottesdiensten anwesend, im Kölner Dom dagegen führen die Schweizer in traditioneller Kleidung während der Öffnungszeit des Domes, heutzutage unterstützt von einem privaten Sicherheitsdienst, die Aufsicht.

## Belege
1. ↑  Joachim Frank: Domschweizerinnen im Kölner Dom: „Körpergröße und Gewicht spielen keine Rolle“. In: ksta.de. 2. Februar 2019, abgerufen am 2. März 2019.
Clemens Schminke: Kölner Dom: Kölner Dom Erste weibliche Domschweizer werden öffentlich vorgestellt. In: ksta.de. 14. Mai 2019, abgerufen am 2. März 2019.
2. ↑  https://www.domradio.de/artikel/neue-domschweizerinnen-im-aachener-dom , aufgerufen am 9. Juni 2025.
3. ↑  Jens Meifert: Taschenkontrollen: Von nun an gelten strengere Sicherheitsbedingungen im Kölner Dom. In: rundschau-online.de. 1. März 2017, abgerufen am 30. Oktober 2021.